# 430年
| 千纪： | 1千纪                                                                                                  |
| 世纪： | 4世纪 \| 5世纪 \| 6世纪                                                                                |
| 年代： | 400年代 \| 410年代 \| 420年代 \| 430年代 \| 440年代 \| 450年代 \| 460年代                              |
| 年份： | 425年 \| 426年 \| 427年 \| 428年 \| 429年 \| 430年 \| 431年 \| 432年 \| 433年 \| 434年 \| 435年        |
| 纪年： | 庚午年（马年）；北魏神䴥三年；北凉承玄三年；北燕太平二十二年；夏胜光三年；西秦永弘三年；南朝宋元嘉七年 |

第430年是從星期三開始的平年。

## 大事记
- 宋文帝以劉義欣、到彥之、王仲德、檀道濟為將，發動第一次元嘉北伐進攻青司兗豫四州河南地區。

## 逝世
- 冯跋，中國北方的皇帝
- Flavius Felix[譯名請求]，羅馬領事